# Rodrigo Rojas (Fußballspieler)
Juan Rodrigo Rojas Avelar (* 9. April 1988 in Fernando de la Mora) ist ein paraguayischer Fußballspieler. Der Mittelfeldspieler wurde fünf Mal paraguayischer Meister und 2016 zum Fußballer des Jahres gewählt. Seit 2009 ist er Nationalspieler.

## Karriere

### Verein
Rodrigo Rojas begann seine Fußballkarriere in der Jugend von Olimpia und debütierte im November 2006 in der ersten Mannschaft. Zwischen 2008 und 2009 etablierte er sich als Stammspieler und erzielte entscheidende Tore. Im Januar 2010 wurde er für eineinhalb Jahre an River Plate verliehen. Rojas erzielte sein erstes Tor im Superclásico gegen Rivale Boca Juniors. Nach einem guten Start ließ seine Leistung nach, und eine Verletzung hinderte ihn am Weiterspielen. Im Februar 2011 kehrte er überraschend nach Paraguay zurück und unterschrieb bei Libertad, wo er jedoch nur ein halbes Jahr blieb.
Im September 2011 wechselte der Mittelfeldspieler nach Belgien zum Beerschot AC. Im Januar 2012 wechselte er nach Chile zum CD O’Higgins, wo er in mehreren Spielen wichtige Tore erzielte und das Team 2013 auf den vierten Platz führte. Durch seine guten Leistungen kam er zu Ligakonkurrent Universidad de Chile und spielte in Apertura 2013 sowie in der Copa Sudamericana. Im Mai 2014 wurde sein Wechsel zum mexikanischen CF Monterrey offiziell. Im Januar 2015 wechselte er zu Cerro Porteño, wo er zwei Meisterschaften, die Apertura 2015 und das Clausura 2017 gewann und sich als Kapitän etablierte. 2016 wurde Rojas zum Fußballer des Jahres Paraguays gewählt. Im Dezember 2018 kehrte er zu Olimpia zurück, um in der Saison 2019 für den Verein zu spielen, bei dem er seine Karriere begonnen hatte. Dort gelangen ihm drei weitere Meistertitel. Im Juni 2021 verabschiedete sich Rojas Richtung Sol de América. Im Februar 2023 gab er seinen Wechsel zu Ligarivale Sportivo Luqueño bekannt.

### Nationalmannschaft
Rodrigo Rojas debütierte für die Nationalmannschaft im November 2009 unter Trainer Gerardo Martino beim Freundschaftsspiel gegen Chile, nachdem er bereits im Mai nominiert, aber nicht eingesetzt worden war. Sein erstes großes Turnier spielte Rojas bei der Copa América Centenario 2016. Er kam nur bei der 0:1-Niederlage im letzten Gruppenspiel gegen die USA zum Einsatz, als er in der 54. Spielminute für Celso Ortiz eingewechselt wurde. Paraguay schied mit einem Unentschieden aus drei Spielen als Gruppenletzter in der Vorrunde aus. Bei der Copa América 2019 lief es für den Binnenstaat Südamerikas besser. Nach zwei Unentschieden und einer Niederlage gelang Paraguay als zweitbester Gruppendritter der Einzug ins Viertelfinale, in dem sich der Gastgeber und spätere Turniersieger Brasilien erst im Elfmeterschießen durchsetzte. Neben Freundschaftsspielen bestritt Rojas auch acht Qualifikationsspiele für die Weltmeisterschaft 2018 und eins für die Weltmeisterschaft 2022.

## Erfolge
Cerro Porteño
- Paraguayischer Meister: 2015-A, 2017-C

Olimpia
- Paraguayischer Meister: 2019-A, 2019-C, 2020-C

## Auszeichnungen
- Paraguayischer Fußballer des Jahres: 2016